# Burzenland

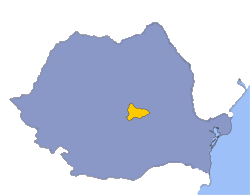
Lokalizacja Burzenlandu na mapie Rumunii

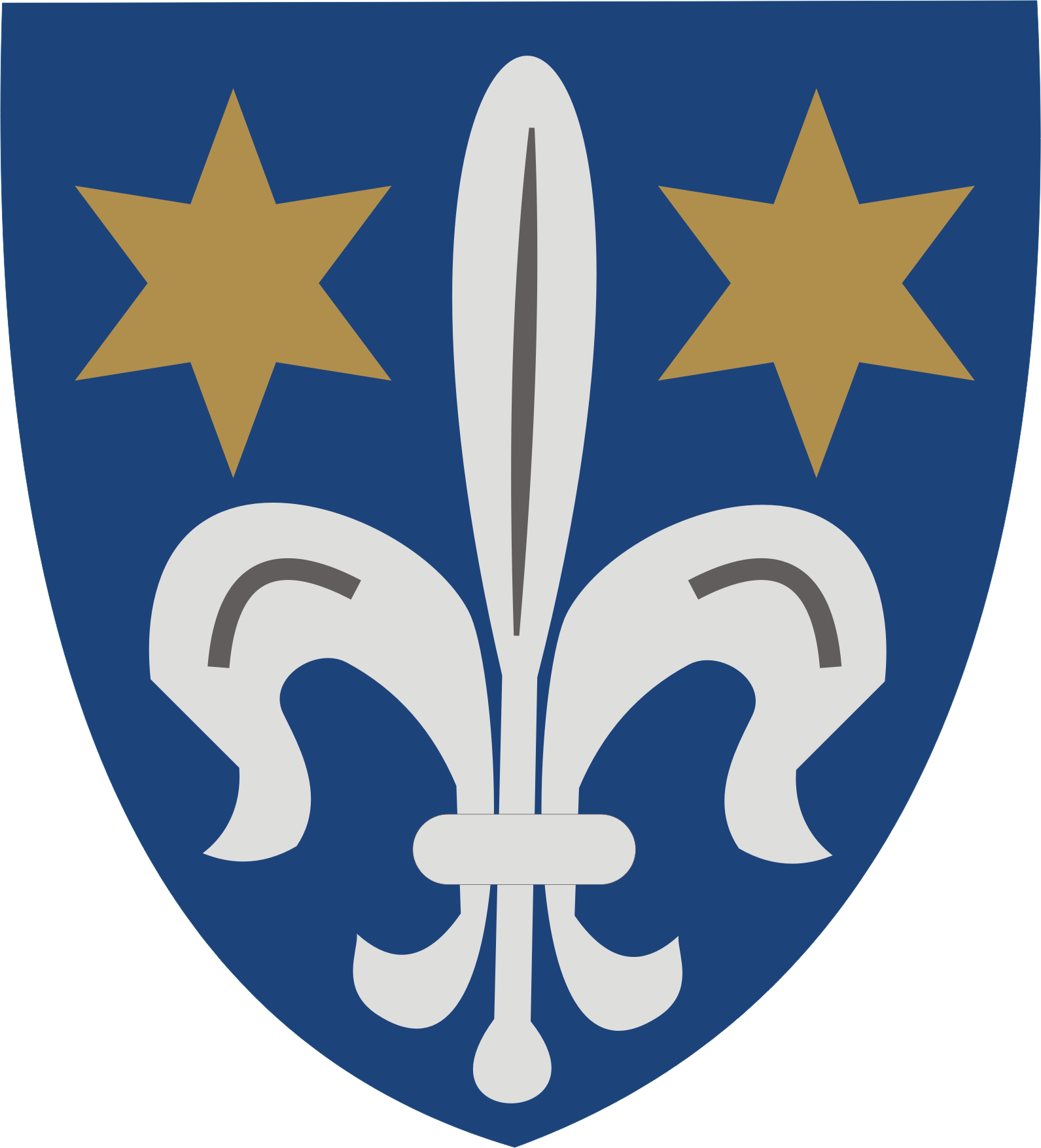
Herb Burzenlandu

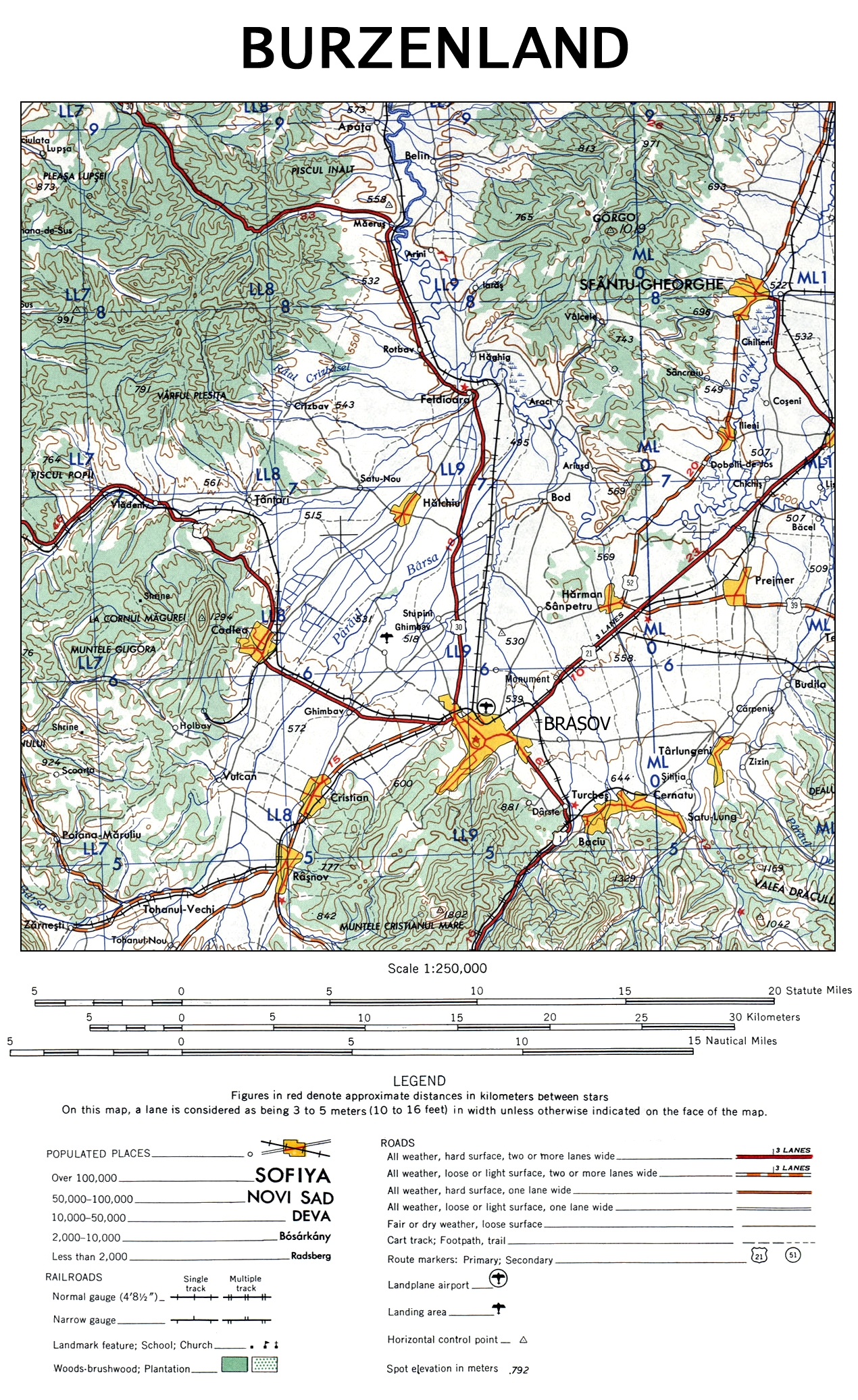
Mapa Burzenlandu

Burzenland (niem.; rum. Țara Bârsei, węg. Barcaság) – historyczny i etnograficzny obszar południowo-wschodniego Siedmiogrodu w Rumunii, gdzie zamieszkują także Węgrzy. Większość Sasów wyemigrowała w XX wieku. 

## Miejscowości
- Apața (Geist, Apáca)
- Bod (Brenndorf, Botfalva)
- Bran (Törzburg, Törcsvár)
- Braszów, Brașov (Kronstadt, Brassó)
- Codlea (Zeiden, Feketehalom)
- Cristian (Neustadt, Keresztényfalva)
- Crizbav (Krebsbach, Krizba)
- Dumbrăvița (Tsintsari, Szunyogszek)
- Feldioara (Marienburg, Földvár)
- Ghimbav (Weidenbach, Vidombák)
- Hălchiu (Heldsdorf, Höltövény)
- Hărman (Honigberg, Szászhermány)
- Măieruș (Nußbach, Szászmagyarós)
- Prejmer (Tartlau, Prázsmar)
- Râșnov (Rosenau, Barcarozsnyó)
- Rotbav (Rotbach, Szászveresmart)
- Săcele (Siebendörfer, Szecseleváros / Négyfalu)
- Sânpetru (Petersberg, Barcaszentpéter)
- Șercaia (Schirkanyen, Sárkány)
- Vulcan (Wolkendorf,  Szászvolkány)
- Zărnești (Zernescht, Zernest)